# Driptech
Driptech — американская технологическая компания, занимающаяся разработкой инновационного и недорогого ирригационного оборудования для капельного орошения в развивающихся странах. Основана в 2008 году, базируется в городе Пало-Альто, в калифорнийской Кремниевой долине (индийская штаб-квартира расположена в округе Пуна, недалеко от Мумбаи). 

## История
В 2008 году группа студентов Стэнфордского университета отправилась в Эфиопию, которая сильно пострадала от масштабной засухи. Студенты обнаружили, что местные крестьяне не могли себе позволить дорогие системы капельного орошения, представленные на местном рынке, и решили разработать эффективную и недорогую систему полива для фермеров с низкими доходами, которые проживали в регионах с ограниченным доступом к водным ресурсам. Команда вернулась в дизайнерскую школу при университете (Hasso Plattner Institute of Design) и разработала новую технологию с использованием недорогих пластиковых трубок. Инженер-механик Питер Фрикмен основал Driptech и начал продажи оросительных систем в развивающихся странах.
В 2009 году стартовали первые продажи в Индии и Китае. В начале 2011 года Driptech заново вышла на рынок Индии и начала поставки микроирригационного оборудования низкого давления мелким фермерам Карнатаки, Махараштры, Тамилнада и Джаркханда через дочернюю компанию крупного бизнес-конгломерата Godrej Group. Фермеры могут окупить системы уже через полгода, при этом значительно увеличив урожайность своих участков и уменьшив расход дефицитной пресной воды.